# Henri Lebasque
Pour les articles homonymes, voir Lebasque.
Joseph Henri Baptiste Lebasque dit Henri Lebasque, né à Champigné (Maine-et-Loire), le 25 septembre 1865 et mort au Cannet (Alpes-Maritimes), le 7 août 1937, est un artiste peintre et graveur français.

## Biographie
Issu d'une famille modeste, fils d'un père tonnelier, Henri Lebasque commence ses études à l'école régionale des beaux-arts d'Angers avant de s'installer à Paris où il s'inscrit à l'Académie Colarossi en 1886. Il collabore avec Ferdinand Humbert aux fresques du Panthéon à Paris pendant six ans à partir de 1888. Il expose au salon de la Société des artistes français, au Salon des indépendants, et se lie avec Maximilien Luce et Paul Signac. Il expose au salon de la Société nationale des beaux-arts. Il rencontre des impressionnistes, notamment en 1894 Camille Pissarro à qui il rend visite jusqu'à sa mort en 1903, et qui aura une grande influence sur lui, et Auguste Renoir,. Il voyage à Londres où il découvre les œuvres de Turner.
Lebasque est un des fondateurs du Salon d'automne.
L'État français lui achète Goûter sur l'herbe en 1903. Il collabore avec Félix Vallotton et Georges Rouault à des essais de céramique chez André Metthey en 1906.
Il réalise des décors pour les théâtres et différents lieux parisiens et, en 1917 il fait partie des Peintres aux Armées avec Félix Vallotton. En effet, sa santé fragile ne lui permet pas de combattre au front lors de la Première Guerre mondiale, mais il s'y rend tout de même, et en restitue la désolation dans quelques œuvres : En Champagne, Le Trou de mine, Cagnas en première ligne, qui nous font découvrir chez lui sa représentation inédite de paysages de ruines, d'arbres déchiquetés, de poilus harassés et de tranchées. Cette expérience douloureuse est de courte durée, car bientôt Lebasque entraîne sa famille après cette étape, qui lui donne l'occasion de se souvenir de ses débuts et d'aborder un style dans lequel il utilisera maintenant une manière plus libre et souple, réussissant à inclure les modèles et les motifs qui lui sont chers dans des paysages pleins d'harmonie et de poésie.
En 1922, il expose à la galerie Eugène Druet. En 1924, il acquiert la villa Beau site qu'il habitera jusqu'en 1930.
Henri Lebasque est nommé officier de la Légion d'honneur en 1925 et, après la dissolution de la galerie Georges Petit en 1927, il n'accepte plus de contrat avec aucun marchand d'art. Après Saint-Tropez, Sainte-Maxime, c'est finalement au Cannet qu'il choisit de s'installer définitivement. Il y achète sa maison de la rue des Danys en 1930, où il fréquente Dunoyer de Segonzac et Pierre Bonnard qui s'y étaient fixés en 1925.
En novembre 1934, le décorateur Jean Pascaud organise dans ses locaux du no 165 boulevard Haussmann une exposition rassemblant les travaux de Jacques Henri Lartigue, Paul Colin, Moïse Kisling, Marie Laurencin, Henri Lebasque, Marcel Roche.
Henri Lebasque meurt le 7 août 1937 au Cannet où il est enterré.
La peintre Marthe Lebasque, sa fille aînée, épousa le peintre Carlos-Reymond.

## Œuvre
Lebasque a produit des peintures et des lithographies, entre autres pour Les Temps nouveaux (1900-1901).

### Collections publiques
- Musée des beaux-arts d'Agen : Baigneuses à Pierrefonds (1896), huile sur toile
- Musée des Beaux-Arts d'Angers : Le goûter sur l'herbe (1903), huile sur toile
- Aix-les-Bains, musée Faure
- Aubusson, collections de l'ENSA Aubusson-Limoges : Pomone, écran en tapisserie d'Aubusson, tapisserie de basse-lisse exécutée par l'atelier de tissage de l'École nationale d'art décoratif d'Aubusson, monture de Léon Jallot, pour l'Exposition Internationale des Arts Décoratifs de 1925, à Paris
- Musée des beaux-arts de Caen : Le Cannet au printemps (1927), huile sur toile
- Musée des beaux-arts de Lyon : Deux femmes sur un balcon, ou Au balcon, en vue de l'Estérel (1925-1926), huile sur toile
- Montpellier, musée Fabre : Nu (1936), huile sur toile
- Musée d'art et d'industrie de Roubaix : La Cigarette (1921)
- Saint-Tropez, musée de l'Annonciade : Port de Saint-Tropez (avant 1936), huile sur toile
- Toulouse; Fondation Bemberg : Le Jardin, huile sur toile
- Versailles, musée Lambinet : La Marne à l'écluse de Chalifert (1900), huile sur toile
- La Contemporaine : En Champagne, Le Trou de mine, Cagnas en première ligne (1915), huile sur toile

## Galerie

Œuvres d'Henri Lebasque
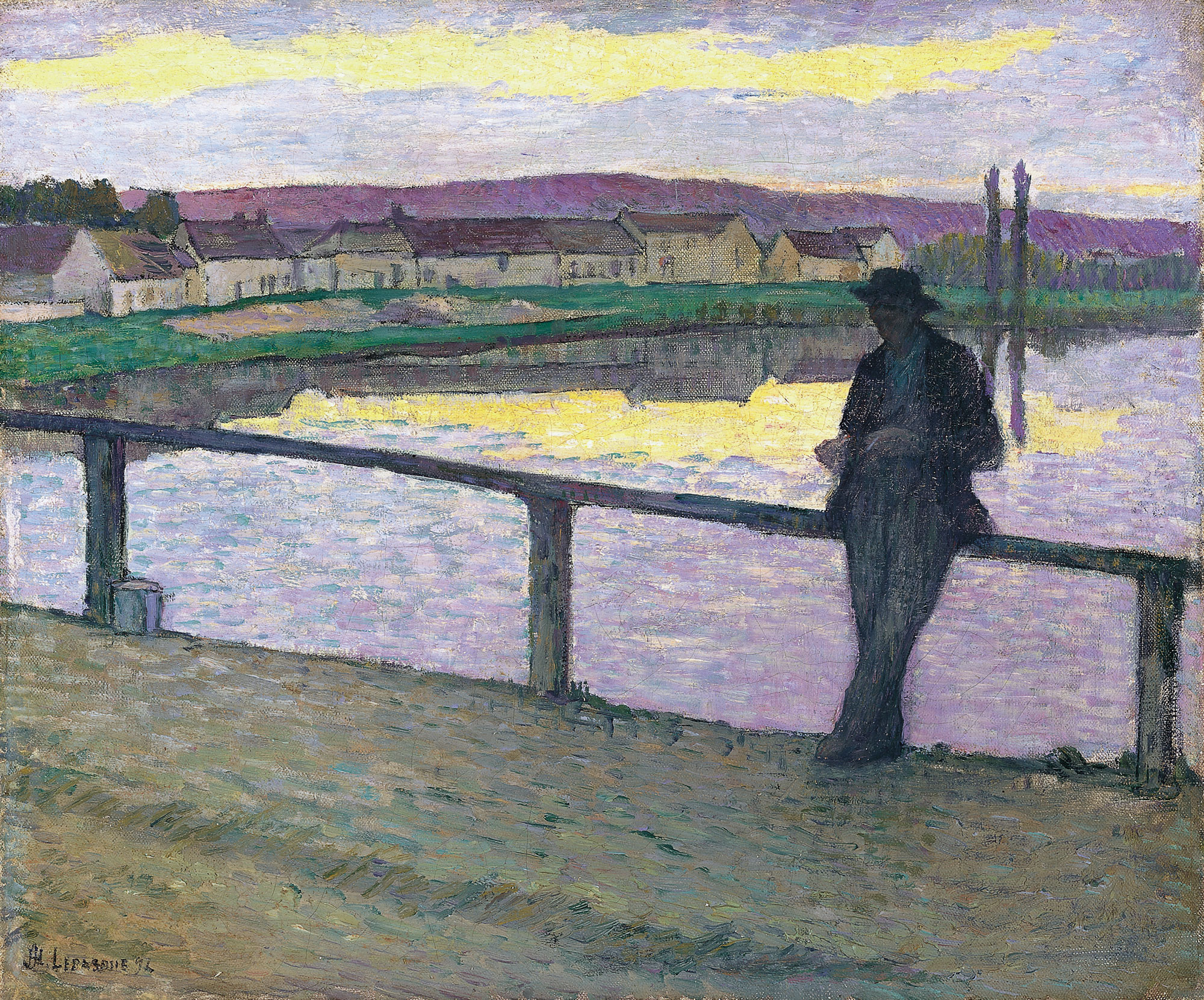
Coucher de soleil sur Pont-Aven (1894), musée Thyssen-Bornemisza (Madrid).
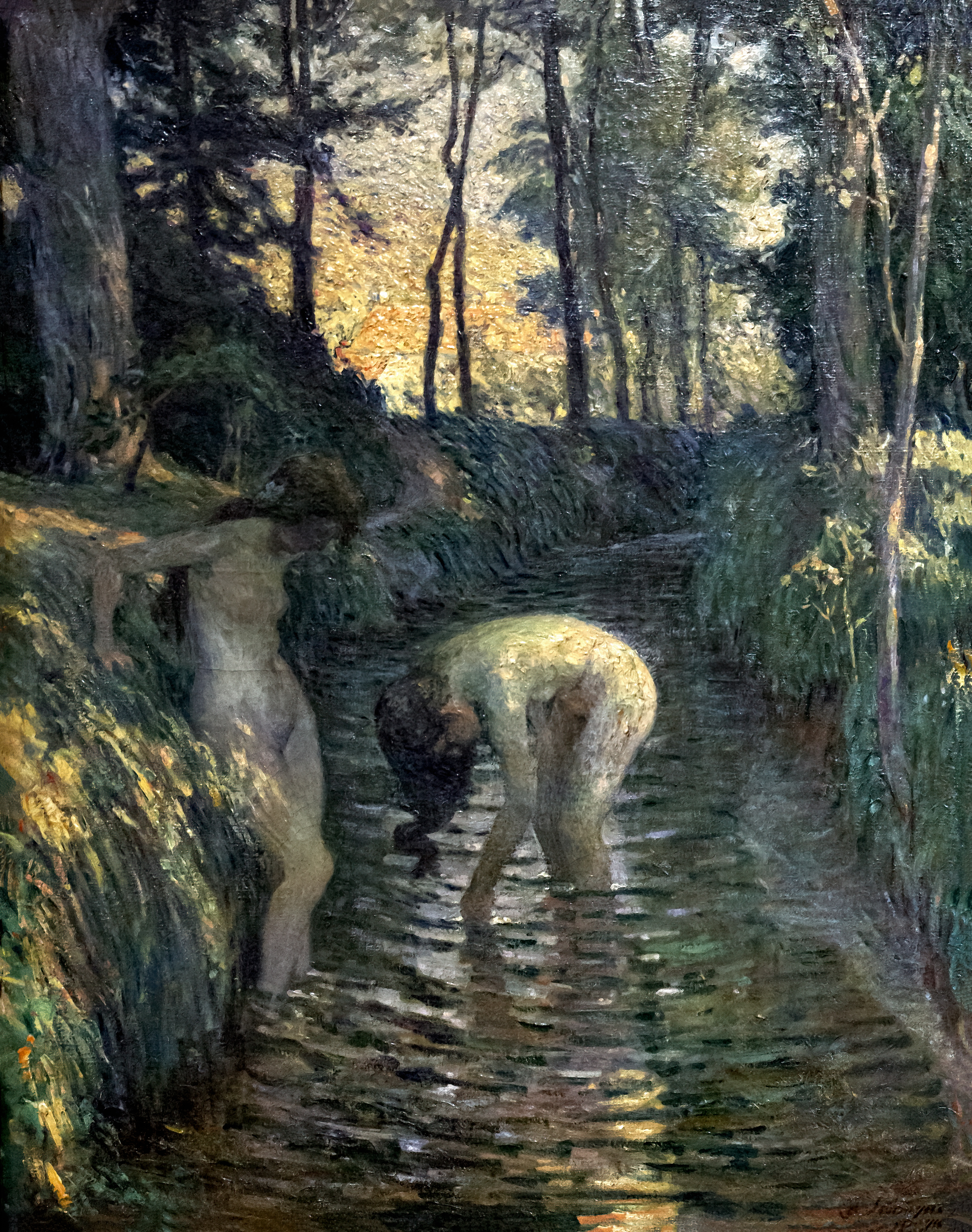
Baigneuses à Pierrefonds, 1896 - Musée des Beaux-Arts d'Agen
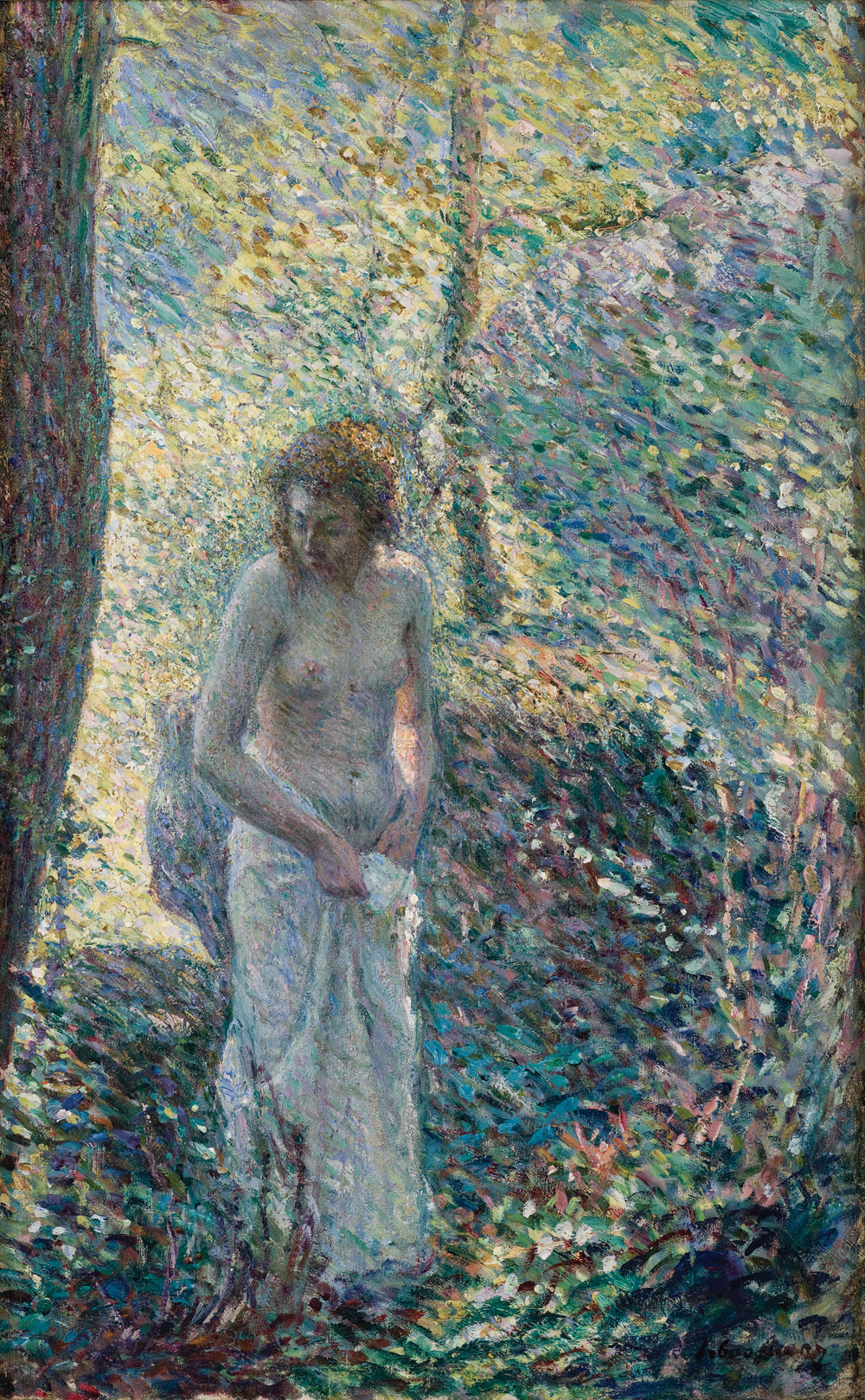
Jeune Fille dans un bois (1897), musée d'art de Ponce (Porto Rico).
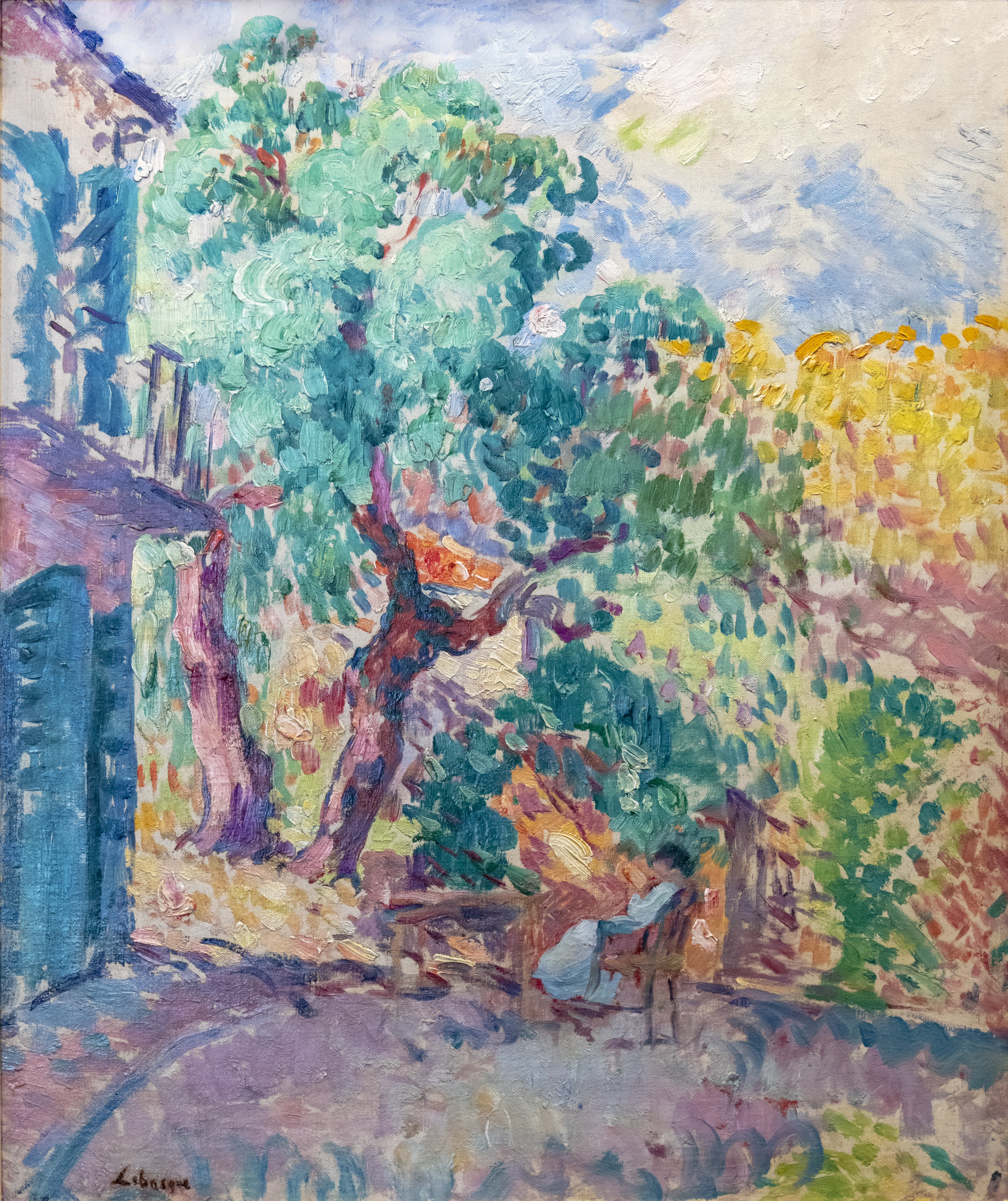
Le Jardin, Fondation Bemberg Toulouse
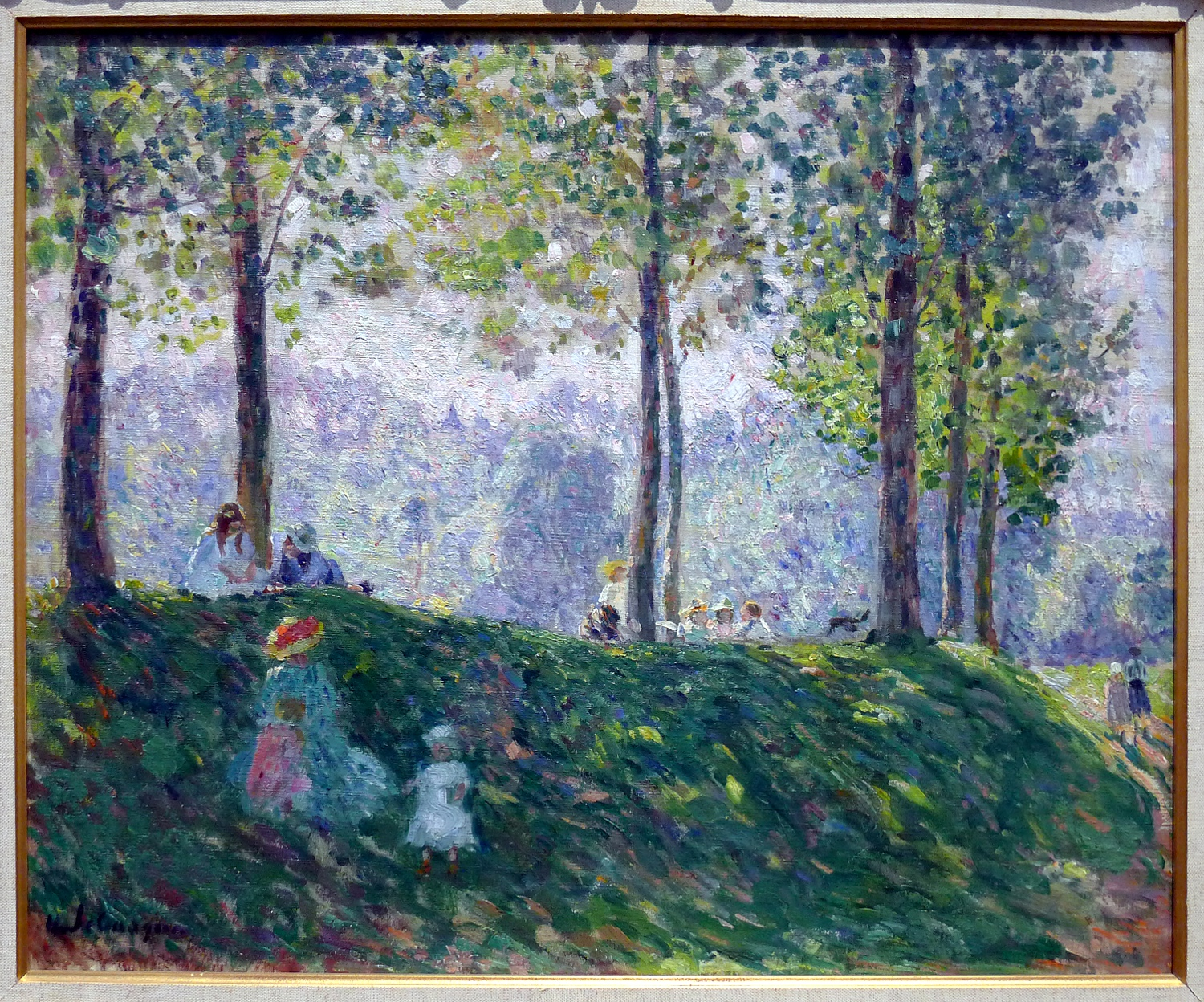
Une après-midi au parc 1898ca , Wallraf-Richartz Museum (Cologne).
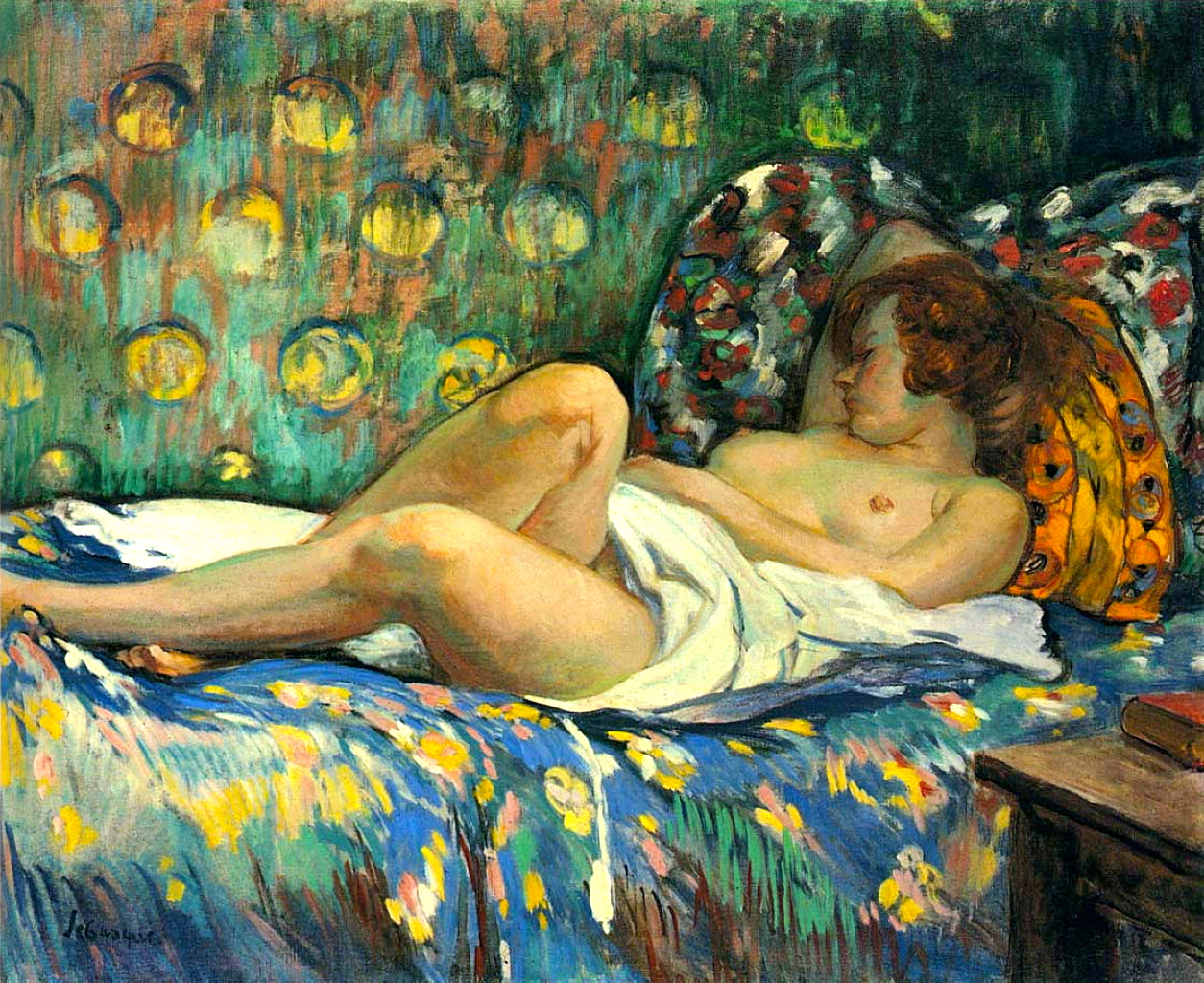
Nu, 1900 - Collection particulière
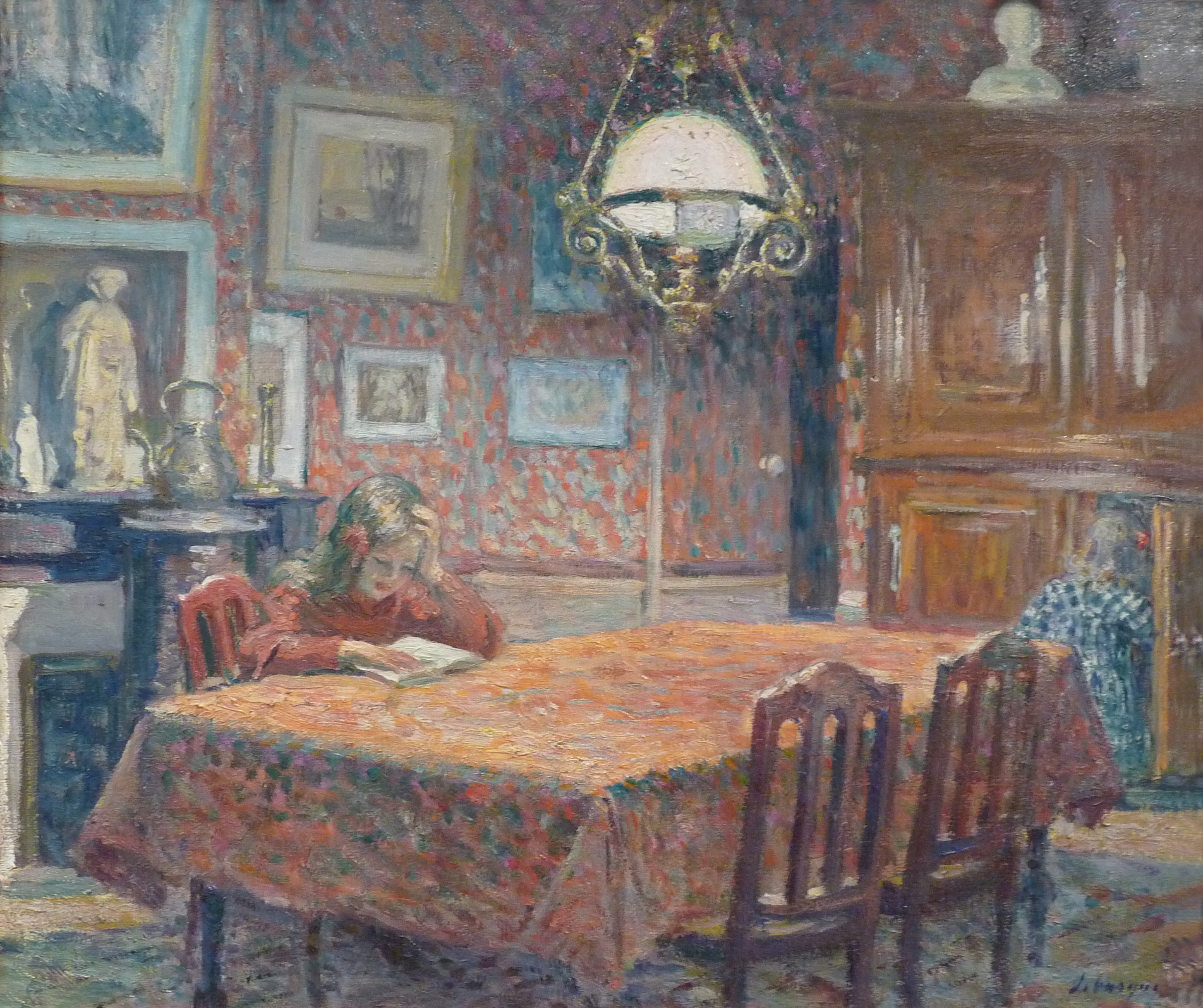
Sous la lampe (1904), musée des beaux-arts de Nancy.
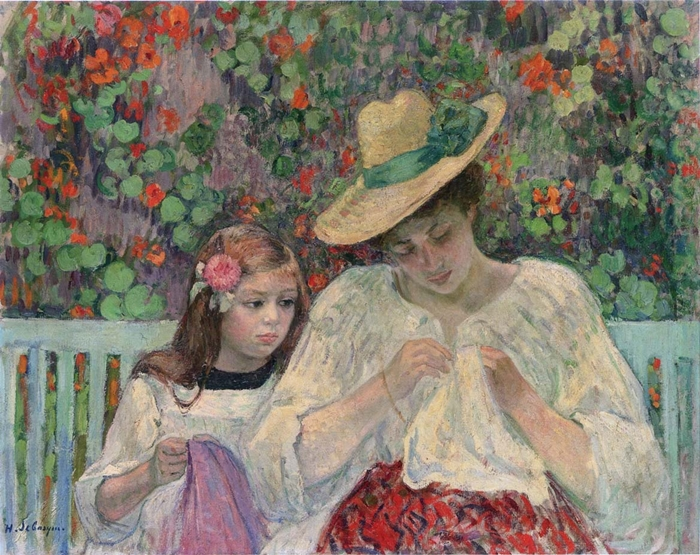
Leçon de couture, 1905 - Collection particulière
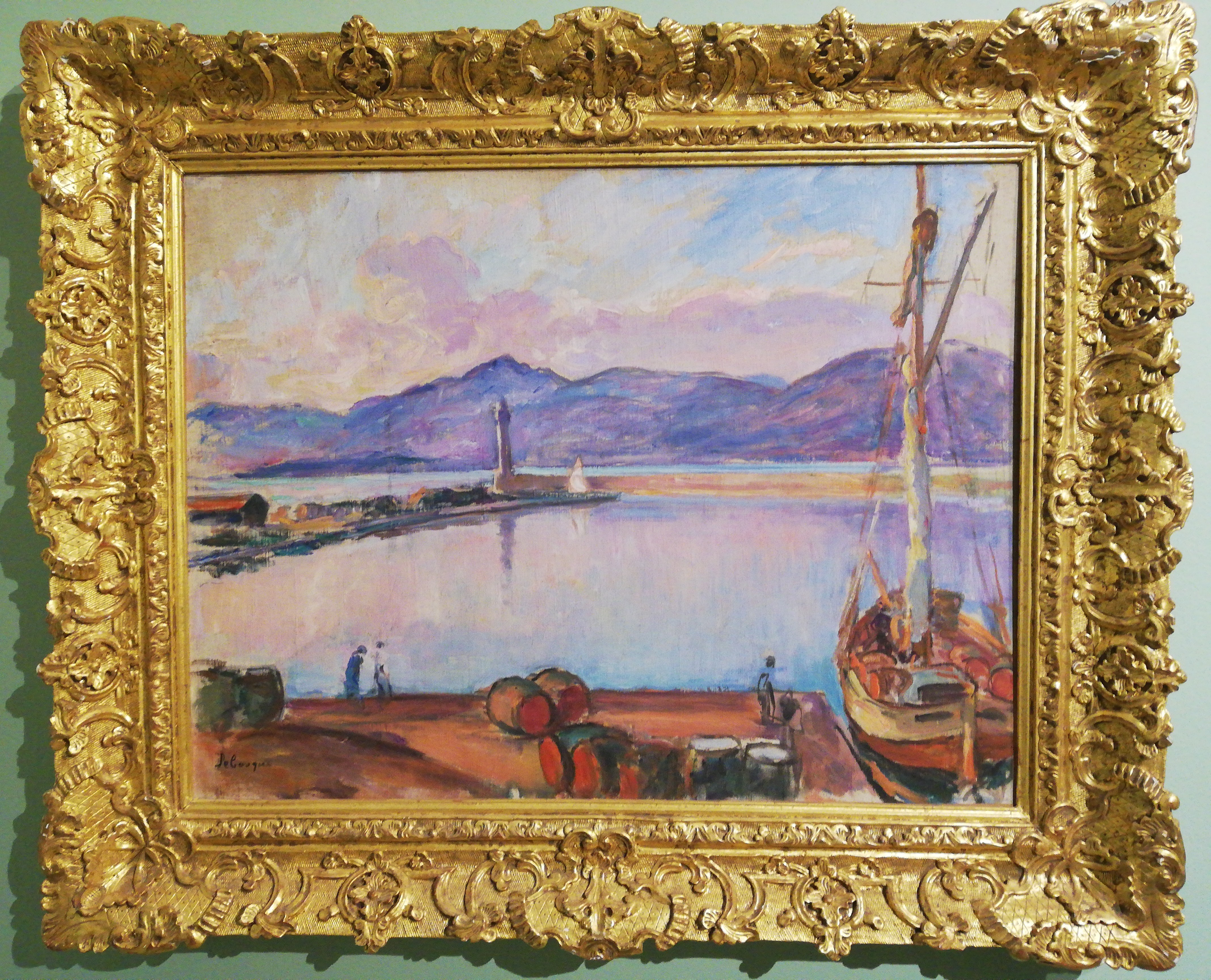
Port de Saint-Tropez (1906), Musée de l'Annonciade, Saint-Tropez.
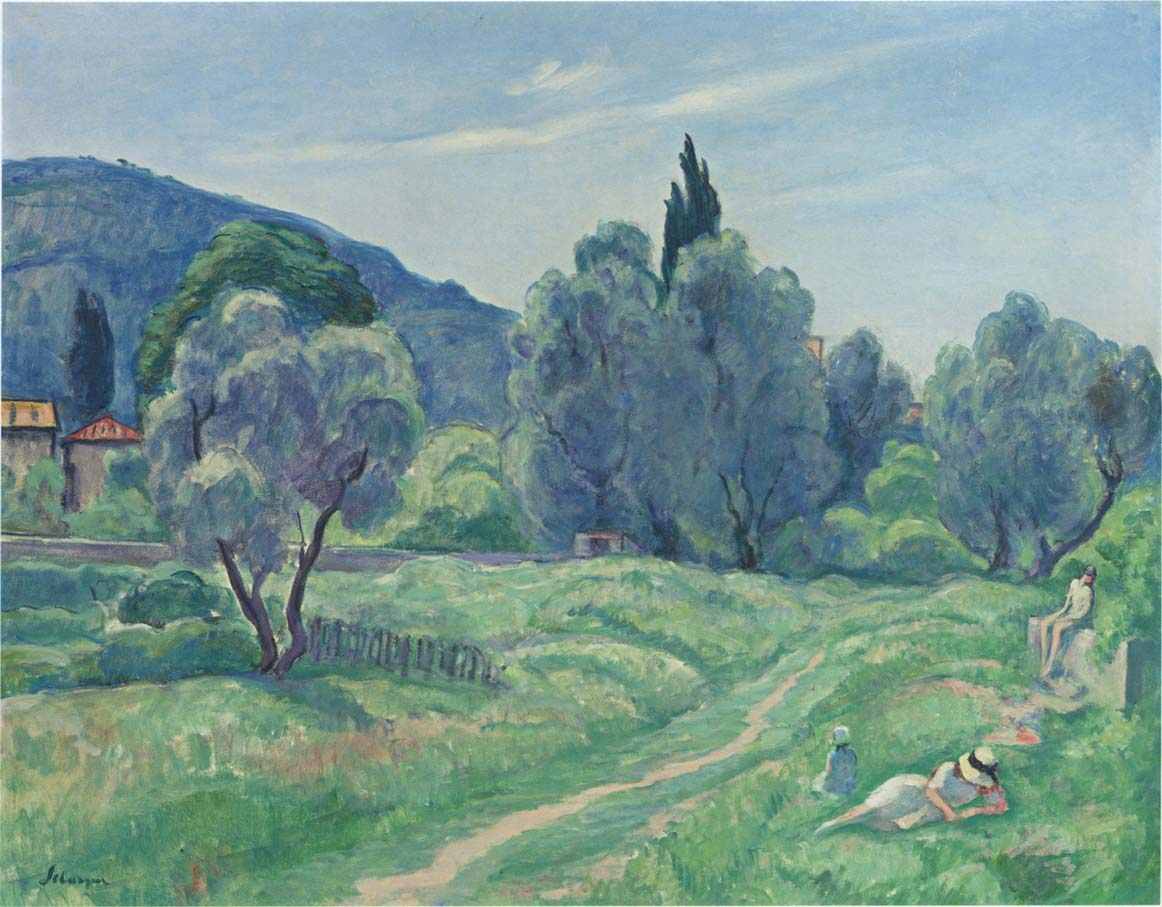
Oliviers dans l'après-midi à Cannes (1916)
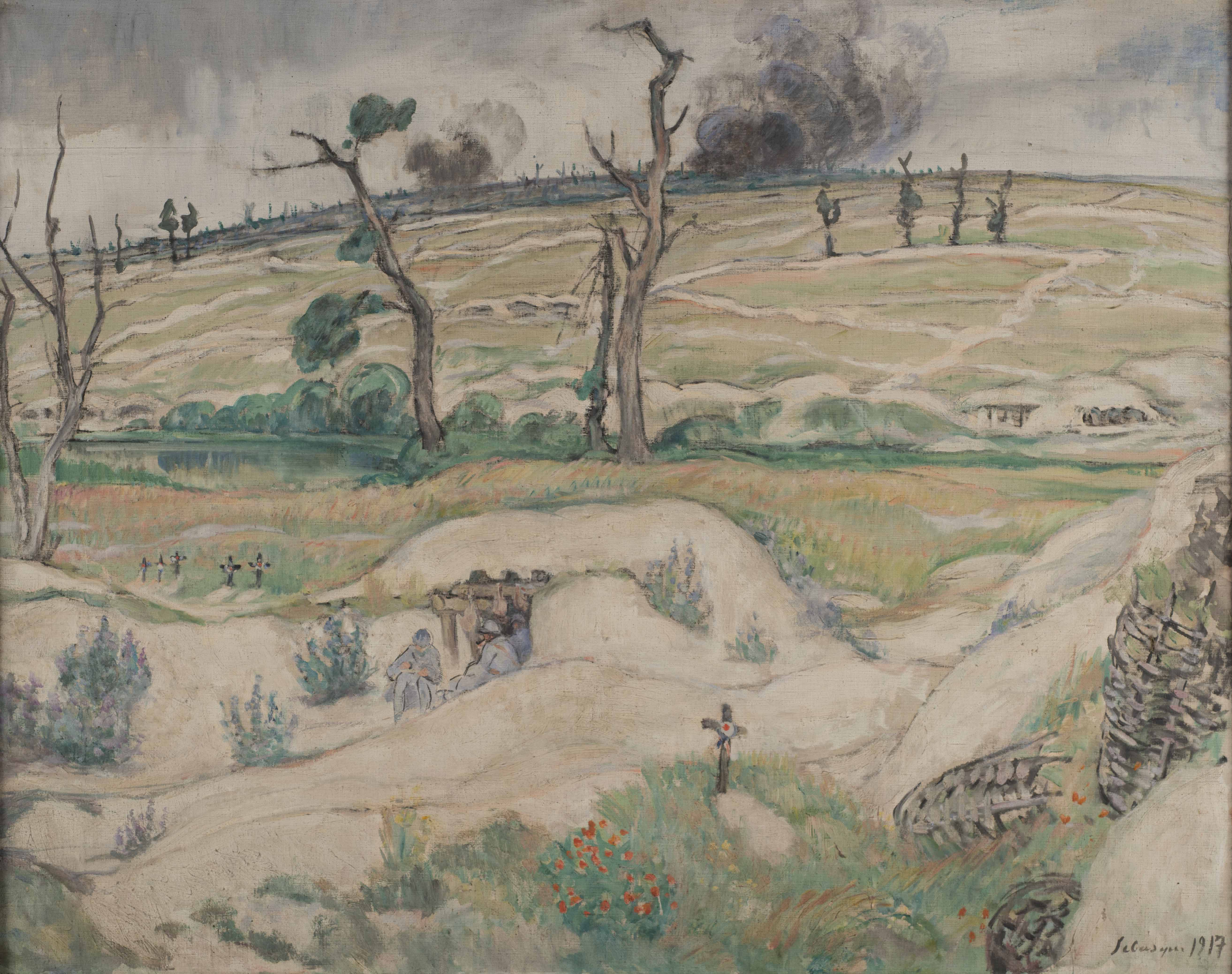
En Champagne (1917), La Contemporaine
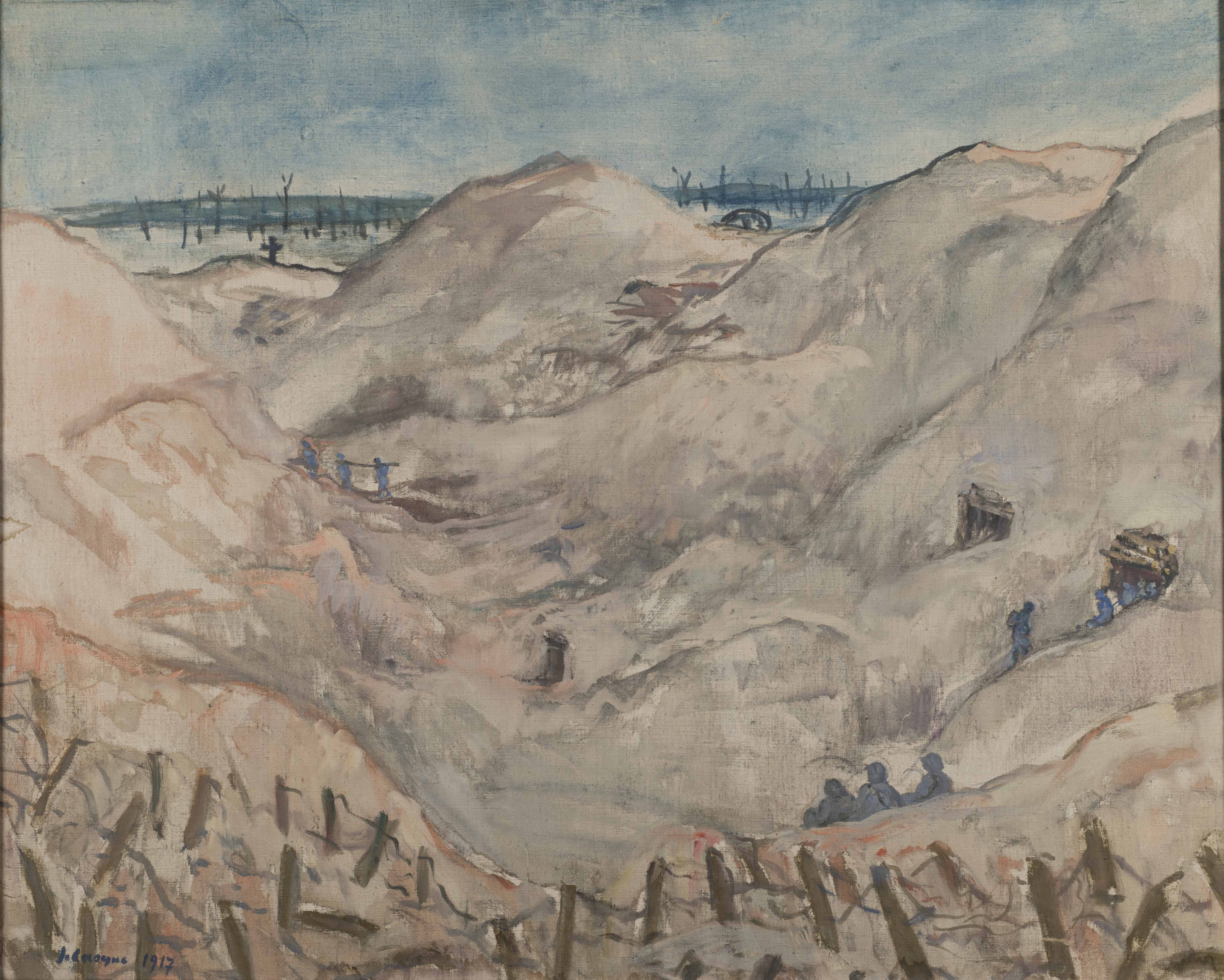
Cagnas en première ligne, Champagne (1917), La Contemporaine
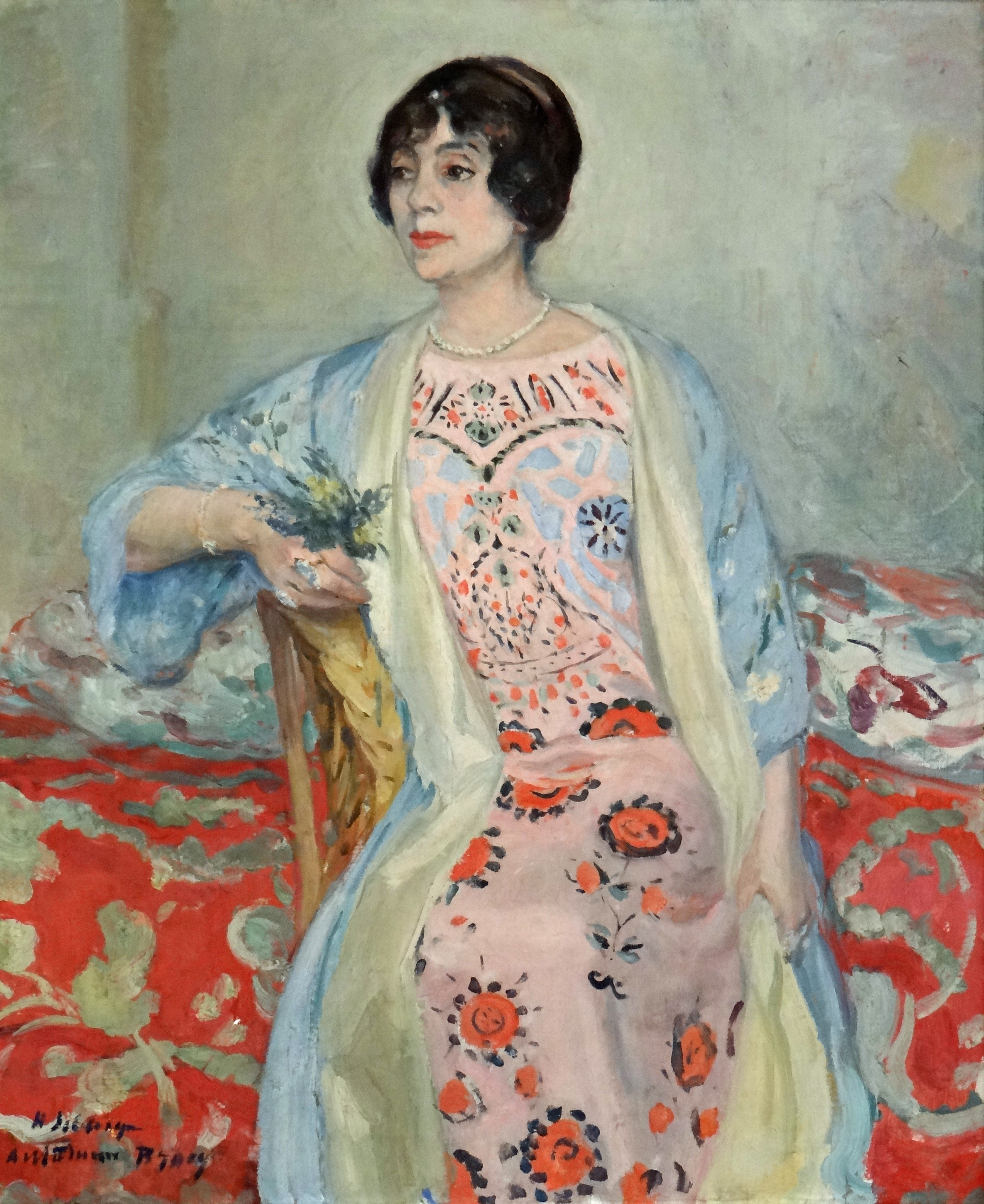
Portrait de Madame Marie-Marguerite Brocq (vers 1920), Musée des Beaux-Arts d'Agen, Agen
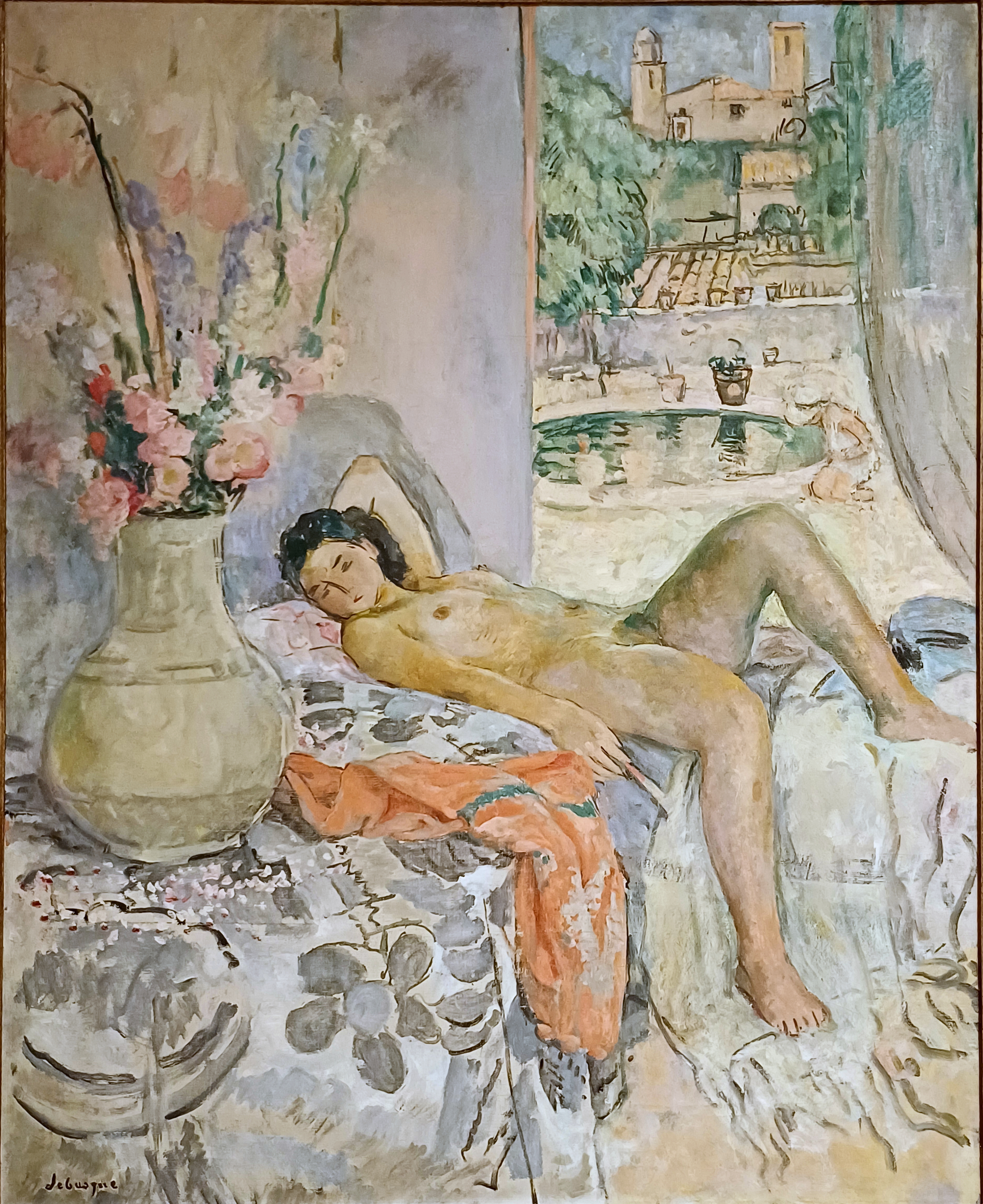
Nu étendu (1923), Museo Soumaya, Mexico
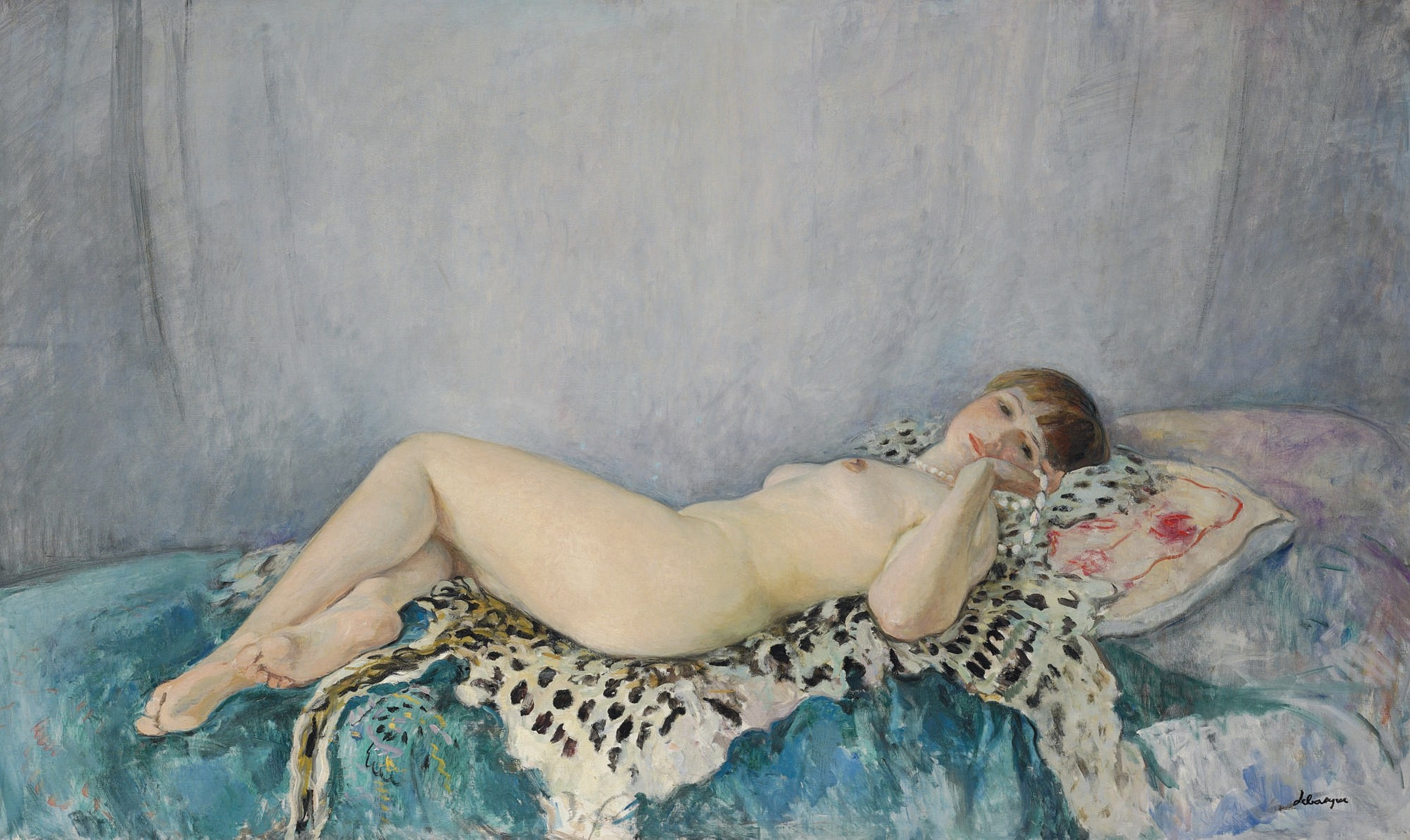
Nu sur une peau de léopard, 1926 - Collection particulière